# Palm Desert WCT
Il Palm Desert WCT è stato un torneo di tennis facente parte del World Championship Tennis giocato nel 1974 a Palm Desert negli Stati Uniti d'America su campi in cemento.

## Albo d'oro

### Singolare
| Anno | Vincitore | Finalista     | Punteggio |
| ---- | --------- | ------------- | --------- |
| 1974 | Rod Laver | Roscoe Tanner | 6–4, 6–2  |

### Doppio
| Anno | Vincitori                 | Finalisti                | Punteggio |
| ---- | ------------------------- | ------------------------ | --------- |
| 1974 | Jan Kodeš Vladimír Zedník | Raymond Moore Onny Parun | 6–4, 6–4  |